# سر الهاربة (فلم)
سر الهاربة هو فيلم مصري عرض عام 1963، بطولة سعاد حسني وشكري سرحان وكمال الشناوي ونجاح سلام، ومن إخراج حسام الدين مصطفى.

## قصة الفيلم
يموت إسماعيل والد أحمد غرقًا وتتزوج أمه من يونس مدير الشركة التي كان يعمل بها إسماعيل، يتزوج أحمد من حورية المحكوم على والدها مروان بالسجن لاتهامه في جريمة قتل، والذي يهرب من السجن لينتقم من يونس، إذ يتضح أنه هو الذي أجبره على قتل إسماعيل حتى يتزوج زوجته، ويطالبه مروان بالمال المتفق عليه، يتقابل توفيق صديق مروان مع حورية ليخبرها بهروب والدها فيفاجئهما أحمد فيشك في زوجته التي تهرب، ليحاول يونس قتل حورية حتى لا تبوح لأحمد بالحقيقة لكنها تنجو، ثم يلتقي مروان بيونس ويقتله ليتم القبض عليه، ويتأكد أحمد من براءة زوجته وإخلاصها ويتوصل إلى مكانها ويعودان لاستئناف حياتهما.

## طاقم التمثيل
- سعاد حسني: (حورية)
- شكري سرحان: (أحمد)
- كمال الشناوي: (توفيق)
- نجاح سلام: (محاسن)
- محمود المليجي: (مروان المجرم)
- عبد الخالق صالح: (يونس)
- ليندا بدوي: (ثريا هانم - والدة أحمد)
- ثريا فخري: (رسمية هانم)
- فوزي درويش: (عم شنودة)
- حسام الدين مصطفى: (راكب بالقطار)
- أحمد شوقي: (الطبيب النفسي)
- قطقوطة: (راقصة)
- قدرية كامل
- علي المعاون
- حسني كلود
- سعاد محمود
- نجيب وهبة
- أحمد حسن
- إلهام محمد
- نجوى محمد

## فريق العمل
- إخراج: حسام الدين مصطفى
- قصة: حسن رشاد
- سيناريو وحوار: فايق إسماعيل
- مدير التصوير: محمود فهمي
- مونتاج: حسين أحمد، جميل عبد العزيز
- إنتاج: أفلام المنصورة (إبراهيم والي)
- توزيع داخلي: السينمائيين المتحدين (عبد العزيز فهمي)
- توزيع خارجي: المتحدة للسينما (صبحي فرحات)